# Sembe
Pour les articles homonymes, voir Sembé (homonymie).
Sembe, aussi connu sous le nom de Sembé, est un village du Cameroun situé dans la région de l'Est et dans le département du Haut Nyong. Sembe fait partie de la commune de Lomié et de l'arrondissement de Nzime-Centre.

## Population
Lors du recensement de 2005, Sembe comptait 232 habitants, dont 118 hommes et 114 femmes. 